# Lastovce
Lastovce és un poble i municipi d'Eslovàquia. Es troba a la regió de Košice, a l'est del país. El 2017 tenia 1.185 habitants.

## Història
La primera referència escrita de la vila data del 1266.

## Demografia
| Godina             | 1994 | 2004    | 2014   | 2024    |
| ------------------ | ---- | ------- | ------ | ------- |
| Nombre de persones | 865  | 1060    | 1147   | 1275    |
| Diferència         |      | +22,54% | +8,20% | +11,15% |

| Godina             | 2023 | 2024   |
| ------------------ | ---- | ------ |
| Nombre de persones | 1274 | 1275   |
| Diferència         |      | +0,07% |